# Миклош Фекете
Миклош Фекете (мађ. Fekete Miklós) је био мађарски фудбалер и репрезентативац. Као члан репрезентације такмичио се на Летњим олимпијским играма 1912. године.
Миклош Фекете био је регрутован и служио је у Првом светском рату на Источном фронту. За време рата, пао је у заробљеништво Руске војске и постао ратни заробљеник. Према доступним информацијама, као заробљеник је добио инфекцију и преминуо је од последица те инфекције у Русији 1917. године. 

## Достигнућа

### Играч
- Летње олимпијске игре
  - 5.: 1912. Стокхолм
- Првенство Мађарске
  - пето место: 1911/12.